# Liste der Monuments historiques in Bâgé-le-Châtel
Die Liste der Monuments historiques in Bâgé-le-Châtel führt die Monuments historiques in der französischen Gemeinde Bâgé-le-Châtel auf.

## Liste der Bauwerke
| Bezeichnung      | Beschreibung              | Standort | Kennzeichnung | Schutzstatus | Datum | Bild           |
| ---------------- | ------------------------- | -------- | ------------- | ------------ | ----- | -------------- |
| Stadtbefestigung | Erbaut im 14. Jahrhundert | (Lage)   | PA00116297    | Inscrit      | 1929  | weitere Bilder |
| Hospiz           | Erbaut im 13. Jahrhundert | (Lage)   | PA00116298    | Inscrit      | 1980  | weitere Bilder |

## Liste der Objekte
| Bezeichnung   | Beschreibung                   | Standort                                        | Kennzeichnung | Schutzstatus | Datum | Bild |
| ------------- | ------------------------------ | ----------------------------------------------- | ------------- | ------------ | ----- | ---- |
| Drei Glocken  | Bronze, 1766 gegossen          | in der Kirche Notre-Dame-de-l'Assomption (Lage) | PM01000036    | Classé       | 1943  |      |
| Kerzenständer | Schmiedeeisen, 18. Jahrhundert | in der Kirche Notre-Dame-de-l'Assomption (Lage) | PM01000035    | Classé       | 1907  |      |